# Roman Murtasajew
Roman Walerjewitsch Murtasajew (russisch Роман Валерьевич Муртазаев; * 10. September 1993 in Qaraghandy, Kasachstan) ist ein kasachischer Fußballspieler.

## Karriere

### Verein
Roman Murtasajew, der 1993 in Qaraghandy geboren wurde, spielte in seiner Jugend bei Schachtjor Qaraghandy. Nachdem er bereits 2012 in der zweiten Mannschaft von Schachtjor eingesetzt worden war, holte Trainer Wiktor Kumykow ihn in der Saison 2012 in die Profimannschaft des Vereins. In der Partie gegen Ertis Pawlodar stand er am 28. Oktober 2012 zum ersten Mal im Kader der ersten Mannschaft, kam jedoch nicht zum Einsatz. In der Saison 2013 absolvierte er bereits 16 Spiele und erzielte dabei am 3. August 2013 im Heimspiel gegen Aqschajyq Oral (4:0) seine ersten beiden Tore in der Premjer-Liga. In der Champions League hatte Murtasajew sein Debüt am 16. Juli 2013 in der Begegnung mit BATE Baryssau; sein erstes Tor in dem europäischen Vereinswettbewerb schoss er gegen KF Skënderbeu Korça am 30. Juli 2013.
Nachdem Schachtjor Qaraghandy in der Saison 2015 erneut abstiegsgefährdet war, wechselte Murtasajew im Dezember 2015 zum Ligakonkurrenten Ertis Pawlodar, wo er einen Ein-Jahres-Vertrag erhielt. Sein Debüt für den Verein gab er am ersten Spieltag der Saison 2016 gegen Oqschetpes Kökschetau (1:0). Murtasajew bestritt als Stammspieler für Pawlodar alle 32 Ligaspiele der Saison und erzielte dabei insgesamt 18 Tore. In der Torschützenliste der kasachischen Premjer-Liga stand er zum Saisonende auf dem zweiten Platz; nur Gerard Gohou erzielte mehr Tore.
Im August 2016 gab der FK Astana den Wechsel von Roman Murtasajew zum Ende der Spielzeit zum Hauptstadtklub bekannt. Dort wurde er mit einem Drei-Jahres-Vertrag ausgestattet. In den folgenden Spielzeiten konnte er mit der Mannschaft dreimal die nationale Meisterschaft sowie zweimal den Superpokal gewinnen. 2020 ging er weiter zu Tobyl Qostanai und kehrte ein Jahr später nochmal kurzzeitig zum FK Astana zurück. Im Sommer 2021 schloss er sich dem russischen Zweitligisten Baltika Kaliningrad an, doch schon sechs Monate später wechselte Murtazaev wieder bei seinen Heimatverein Schachtjor Qaraghandy.

### Nationalmannschaft
Zwischen 2013 und 2014 absolvierte Murtasajew insgesamt 20 Spiele für die kasachische U-21-Nationalmannschaft. Sein Debüt in der A-Nationalmannschaft gab er am 7. Juni 2016 in einem Freundschaftsspiel gegen China, als er in der 76. Minute eingewechselt wurde. Sein erstes Länderspieltor erzielte er am 23. März 2018 in der Groupama Aréna mit dem Treffer zum 1:0 in der 6. Minute beim 3:2-Sieg im Freundschaftsspiel gegen die ungarische Elf.

## Erfolge
Schachtjor Qaraghandy
- Kasachischer Pokalsieger: 2013
- Kasachischer Superpokalsieger: 2013, 2018, 2019

FK Astana
- Kasachischer Meister: 2017, 2018, 2019
- Kasachischer Superpokalsieger: 2018, 2019